# Марко Видойкович
Марко Видойкович е сръбски писател и музикант.

## Биография
Марко Видойкович е роден на 1 октомври 1975 г. в Белград. Добива популярност с романа си Хищни нокти (преведен на български език от Калина Йорданова). Сюжетът на романа е организиран около темата за гражданските протести в Сърбия през 1996/1997 г. Марко Видойкович е колумнист в сръбския ежедневник Курир и вокалист на пънк-рок групата On the run.